# Alguicida

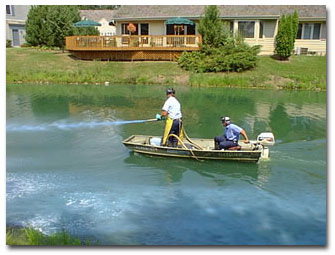
Rociado de algicida en un estanque

Los alguicidas son biocidas eficaces contra las algas. Son de importancia práctica, por ejemplo, en la lucha contra las algas en piscinas, en revestimientos de fachadas de edificios y materiales aislantes, en torres de refrigeración o en pinturas para barcos. Algunos herbicidas con efectos algicidas pueden usarse contra el crecimiento de algas en los caminos.

## Ingredientes activos
| Ingrediente activo     | Nombre comercial        | Comentario |
| ---------------------- | ----------------------- | --- |
| Simazine               | Simazin, Ydrazin        | |
| Atrazina               | Wonuk                   | |
| Desmetryn              | Tpousyn                 | |
| Diclorofeno            |                         | |
| DCMU                   | Diuron, FI 106, Karmex  | desde 1997 solo se permite en una medida limitada, se planean más restricciones                                           |
| Sulfato de cobre       |                         | anteriormente un agente estándar contra las algas en piscinas, hoy solo se usa esporádicamente                            |
| Oxicloruro de cobre    | Spritz Cupral, Funguran | Producido por primera vez en 1942 en Nickelhütte Aue en Alemania, utilizado como spray contra enfermedades de las plantas |
| Cloruro de benzalconio |                         | Principio activo principal en muchos algicidas actuales en el área de la piscina                                          |
| Ácido pelargónico      |                         | Aprobado contra las algas en las aceras en Alemania (aprobación de pesticidas)                                            |
| Cybutryn               | Irgarol                 | |
| Terbutryn              |                         | Como algicida en pinturas y yesos en emulsión.                                                                            |